# Lee Seung-chul
Đây là một tên người Triều Tiên, họ là Lee.
Lee Seung-chul (tiếng Hàn: 이승철; Hanja: 李承哲; Hán-Việt: Lý Thừa Triết; sinh ngày 5 tháng 12 năm 1966) là một ca sĩ Hàn Quốc nổi tiếng với những ca khúc hit "My Love", "Never Ending Story" và "Girls' Generation". Anh bắt đầu được biết đến vào năm 1986, với tư cách là giọng ca chính của nhóm nhạc rock Boohwal trước khi rời khỏi nhóm vào năm 1989  để phát hành album solo đầu tiên của mình có tên Don't Say Good-Bye. Tổng cộng anh đã phát hành được 12 album phòng thu. Lee Seung-chul còn hoạt động tại cả thị trường âm nhạc Nhật Bản, nơi mà anh có nghệ danh là Rui.
Lee Seung-chul đã giành được một số giải thưởng âm nhạc lớn bao gồm Album Bonsang tại Golden Disc Awards 1989, 2004 và 2009; Nhạc sĩ của năm tại Giải thưởng Âm nhạc Hàn Quốc 2005; và Giọng ca nam hay nhất tại Giải thưởng Âm nhạc Châu Á Mnet 2013.

## Danh sách đĩa đơn

### Album phòng thu
| Tiêu đề                                          | Chi tiết Album | Vị trí phát hành | Vị trí phát hành | Doanh số         |
| Tiêu đề                                          | Chi tiết Album | KOR              | JPN              | Doanh số         |
| Hàn Quốc                                         | Hàn Quốc | Hàn Quốc         | Hàn Quốc         | Hàn Quốc         |
| ------------------------------------------------ | --- | ---------------- | ---------------- | ---------------- |
| Don't Say Goodbye (안녕이라고 말하지마) (Part 1) | - Phát hành: 1 tháng 7 năm 1989 - Hãng phát hành: Asia Records Track listing 1. 안녕이라고 말하지마 2. 마지막 나의 모습 3. 잠도 오지 않는 밤에 4. 희야 5. 사랑하고 싶어 6. 아무런 느낌도 받을 수 없어 7. 낮잠자는 아이 8. 떠나는 저녁 9. 안녕이라고 말하지마 (Inst.) 10. 잠도 오지 않는 밤에 (Inst.)                                                                         | Không có số liệu | —                | Không có số liệu |
| Last Concert (마지막 콘서트) (Part 2)            | - Phát hành: 10 tháng 12 năm 1989 - Hãng phát hành: Asia Records Track listing 1. 마지막 콘서트 2. 소녀시대 (Girls' Generation) 3. 슬픈 사슴 4. 떠나야 할땐 5. 마지막 콘서트 (Inst.) 6. 비와 당신의 이야기 7. 그녀는 새침떼기 8. 회상 9. 작은 창가 10. 희야 | Không có số liệu | —                | Không có số liệu |
| 노을, 그리고 나                                  | - Phát hành: 1 tháng 9 năm 1990 - Hãng phát hành: Asia Records Track listing 1. 노을 그리고 나 2. Irony! 3. 그대가 나에게 4. 실수 투성이 5. 친구의 친구를 사랑했네 6. Ballerina Girl 7. 얼만큼? 8. 외면 9. 이 순간을 언제까지나 10. 풍경화속의 거리 11. Ballerina Girl II | Không có số liệu | —                | Không có số liệu |
| The Wandering (방황)                             | - Phát hành: 20 tháng 3 năm 1991 - Hãng phát hành: Jigu Records Track listing 1. 방황 2. 검은 고양이 3. 나의 하루 4. 방황 (Remix) 5. 넌 또다른 나 6. 추억이 같은 이별 7. 가까이 와봐 8. 후회 | Không có số liệu | —                | Không có số liệu |
| The Secret of Color                              | - Phát hành: 24 tháng 9 năm 1994 - Hãng phát hành: Jigu Records Track listing 1. 색깔속의 비밀 2. 겨울 그림 3. 봄의 향기 4. 웃는 듯 울어버린 나 5. 작은평화 6. 착각 7. 누구나 어른이 되서 8. 사각의 시간 9. 독신일기 10. 소나기 11. 흑백논리 | Không có số liệu | —                | Không có số liệu |
| The Bridge of Sonic Heaven                       | - Phát hành: 13 tháng 9 năm 1996 - Hãng phát hành: Jigu Records Track listing 1. 오늘도 난 2. 비애 3. 다시 날 그리워 할쯤엔 4. 나 이제는 5. 널 닮은 하늘에게 6. 나의 하루 7. 사실은 8. 나의 고백 (故 유재하 음악제 대상곡) 9. 오늘도 난 (CLUB MIX) | Không có số liệu | —                | Không có số liệu |
| 1999                                             | - Phát hành: 11 tháng 3 năm 1999 - Hãng phát hành: Cream Records Track listing | 5                | —                | - KOR: 209.064+  |
| The Live Long Day                                | - Phát hành: 3 tháng 7 năm 2004 - Hãng phát hành: Rui Entertainment Track listing 1. Intro 2. 신의 질투 3. 긴 하루 4. 언덕위의 풍경 5. 무정 6. 나쁜 사람 7. 니가 흘러내려 8. Too Young to Love 9. 처음 만난 날처럼 10. 더 늦기전에 11. I Will 12. 그것만으로 13. 나만의 세상 속에서 14. 신의 질투 (Inst.) 15. 친구의 친구를 사랑했네                                         | 1                | —                | - KOR: 352.323+  |
| Reflection of Sound                              | - Phát hành: 27 tháng 9 năm 2006 - Hãng phát hành: T Entertainment Track listing | 4                | —                | - KOR: 91.047+   |
| The Secret of Color 2                            | - Phát hành: 18 tháng 10 năm 2007 - Hãng phát hành: T Entertainment Track listing 1. Part Time Lover 2. 아무 말도 3. 사랑한다 4. Propose 5. 눈물자욱 6. 그날... 그 기억 7. 더 사랑하니까 8. 하고 싶은 말 9. 너의 하늘 | 9                | —                | - KOR: 34.092+   |
| Mutopia: Land of Dreams                          | - Phát hành: 7 tháng 5 năm 2009 - Hãng phát hành: Jin & Won Music Works Track listing 1. 손톱이 빠져서 2. In the Love 3. 뒤돌아보면 4. Reggae Night 5. 너 때문에 눈물 흘린다 6. 사랑아 7. 얼마나 더 울어야해 8. Love Is 9. 넌 잊었는지 10. My Girl 11. 듣고있나요 12. 그런 사람 또 없습니다 13. Movin Star                                                                   | 1                | —                | —                |
| My Love                                          | - Phát hành: 18 tháng 6 năm 2013 - Hãng phát hành: Jin & Won Music Works Track listing 1. 사랑하고 싶은 날 2. My Love 3. 그런 말 말아요 4. Run Way 5. 늦장 부리고 싶어 6. Rain Drops 7. 40분 차를 타야해 8. Beach Voice 9. 손닿을 듯 먼 곳에 10. 소원 | 2                | —                | - KOR: 53.704+   |
| Time Goes Fast Like an Arrow (시간 참 빠르다)    | - Phát hành: 26 tháng 5 năm 2015 - Hãng phát hành: Jin & Won Music Works Track listing | 5                | —                | - KOR: 16.074+   |
| tiếng Nhật                                       | |                  |                  |                  |
| For Japan                                        | - Phát hành: 22 tháng 3 năm 2006 - Hãng phát hành: Universal/A&M Track listing 1. 因縁（「火の鳥」オリジナル・サウンドトラック） 2. きみが流れ落ちる 3. 10を数えてみる 4. はじめて会った日のように 5. 長い1日 6. そのまま（「ローズマリー」オリジナル・サウンドトラック） 7. Never Ending Story 8. 永遠に 9. 小さな平和 10. 悲哀 11. Too Young To Love 12. I Will 13. 想い出 | —                | —                | Không có số liệu |
| Sound of Double                                  | - Phát hành: 26 tháng 4 năm 2006 - Hãng phát hành: Universal/A&M Track listing 1. さよなら3 2. たとえば 3. Hee Ya 4. 二重奏 5. Too Young To Love 6. Endless Letter~神の嫉妬 7. 初雪~love Me In Your Heart~ 8. Close 9. I Will 10. Last Concert | —                | 274              | Không có số liệu |
| "—" Biểu thị không phát hành tại khu vực đó.     | |                  |                  |                  |

## Giải thưởng

### Giải thưởng Âm nhạc Châu Á Mnet
| Năm  | Thể loại                                     | Tác phẩm                                   | Kết quả   |
| ---- | -------------------------------------------- | ------------------------------------------ | --------- |
| 2004 | Video ballad xuất sắc nhất                   | "The Livelong Day" (긴 하루)               | Đề cử     |
| 2004 | OST xuất sắc nhất                            | "Fate" (Phoenix)                           | Đề cử     |
| 2006 | Nghệ sĩ nam xuất sắc nhất                    | "Scream"                                   | Đề cử     |
| 2006 | Video ballad xuất sắc nhất                   | "The Livelong Day" (긴 하루)               | Đề cử     |
| 2009 | Nghệ sĩ nam trình diễn solo xuất sắc nhất    | "Broken Fingernails"                       | Đề cử     |
| 2009 | Best OST                                     | "No More Love Like This" (Blue Love Story) | Đề cử     |
| 2013 | Nghệ sĩ nam xuất sắc nhất                    | "My Love"                                  | Đề cử     |
| 2013 | Video âm nhạc xuất sắc nhất                  | "My Love"                                  | Đề cử     |
| 2013 | Nghệ sĩ trình diễn Vocal xuất sắc nhất - Nam | "My Love"                                  | Đề cử     |
| 2013 | Trình diễn tại buổi hòa nhạc xuất sắc nhất   | —                                          | Đoạt giải |